# Virovitica
Virovitica (en allemand Wirowititz ; en hongrois Verőce ; en italien Varaviza) est une ville et une municipalité située en Slavonie, dans le comitat de Virovitica-Podravina, en Croatie. Au recensement de 2001, la municipalité comptait 22 618 habitants, dont 92,60 % de Croates et la ville seule comptait 15 689 habitants.
Virovitica est le chef lieu du comitat de Virovitica-Podravina.

## Histoire
Virovitica était déjà habitée dans l'Antiquité.
En 1234, le roi Béla IV de Hongrie accorda à Virovitica le titre de « ville royale libre ». En 1242, Béla accorda le même privilège à la ville de Zagreb, dans un document connu sous le nom de Bulle d'or, qui fut promulgué à Virovitica. La ville devint le siège du comitat de Virovitica (en hongrois : Verőce vármegye), une subdivision du Royaume de Hongrie. En 1280, un monastère franciscain est mentionné dans la ville et, en 1290, un monastère bénédictin. 

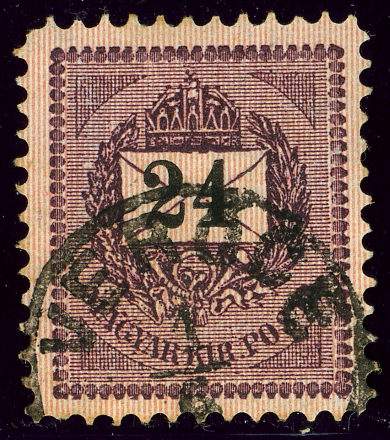
Timbre du Royaume de Hongrie émis en 1888 oblitéré VERÖCE

Depuis le Traité de Karlowitz (1699) jusqu'en 1918, VERÖCE fait partie de la monarchie autrichienne (empire d'Autriche), dans la province de Croatie-Slavonie en 1850 .  Après le compromis de 1867), elle est intégrée au Royaume de Croatie-Slavonie dans la Transleithanie, dépendant du Royaume de Hongrie.
Entre 1800 et 1804, le comte Pejačević fit édifier un château à l'emplacement de l'ancienne forteresse médiévale détruite ; construit par l'architecte N. Roth, il se caractérise par un mélange de style baroque tardif et de style classique et il est aujourd'hui entouré d'un parc. La localité possède encore quelques maisons en bois des XVIIIe et XIXe siècles.

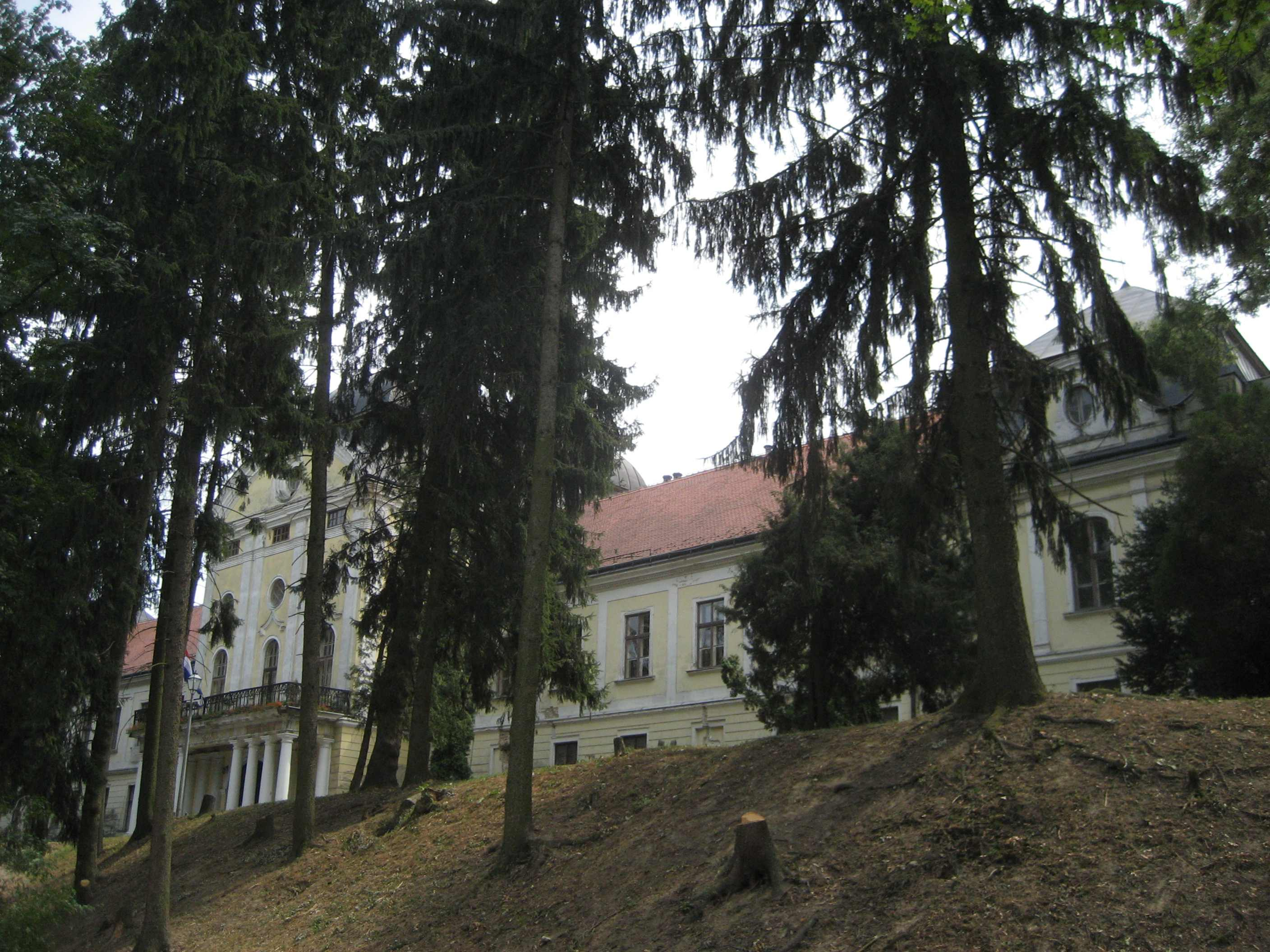
Le château de Virovitica

Virovitica est également connue sous les noms historique de Werowitz, Wirowititz ou  Virovititz (en allemand), Viroviticza, Verewitiza, Verowitiza, Verowtiza et Verőce (en hongrois) et sous celui de Varaviza (en italien).

## Localités
La municipalité de Virovitica compte 11 localités : 
| - Čemernica - Golo Brdo - Jasenaš - Korija - Milanovac - Podgorje | - Požari - Rezovac - Rezovačke Krčevine - Sveti Đurađ - Virovitica |

## Jumelages
La ville de Virovitica est jumelée avec :
- Barcs (Hongrie)
- Traunreut (Allemagne)
- Vyškov (Tchéquie)

## Personnalités
- Hrvoje Babec (1999-), footballeur croate, est né à Virovitica.
- Edita Schubert (1947-2001), artiste peintre